# Frabosa Sotana
Frabosa Sotana (italià Frabosa Sotana, piemontès Frabosa Sotana) és un municipi italià, situat a la regió del Piemont. L'any 2007 tenia 1.493 habitants. Està situat a la Val Tàner, dins de les Valls Occitanes. Limita amb els municipis de Frabosa Sobrana, Magliano Alpi, Monastero di Vasco, Roccaforte Mondovì i Villanova Mondovì.

## Administració
| Període | Identitat       | Partit        |
| ------- | --------------- | ------------- |
| 2004-   | Pietro Blengini | Llista cívica |